# 羽後町立高瀬小学校
羽後町立高瀬小学校（うごちょうりつたかせしょうがっこう）は、秋田県雄勝郡羽後町にある公立小学校。羽後町立田代小学校と羽後町立仙道小学校が統合されて設立された。

## 沿革
- 2016年（平成28年）
  - 4月1日 - 羽後町立田代小学校と羽後町立仙道小学校が統合され、設立。高瀬中学校の校舎を改築して使用し、校歌や校章も同中学校のものを一部改訂している[1]。
  - 4月6日 - 開校式挙行。
  - 7月11日 - 遊具が完成し、同日を開校記念日として制定。
  - 7月22日 - 開校記念式典挙行。
- 2017年（平成29年） - ふるさと・キャリア教育関連活動を推進するプロジェクト「高瀬っ子 夢 キラッとプロジェクト」がはじまる。

## 校歌
- 学校紹介の校歌・校章の項を参照
- 作詞: 大岡信
- 作曲: 一柳慧

## 歴代校長
| 代 | 氏名     | 期間                                   |
| -- | -------- | -------------------------------------- |
| 1  | 高橋満   | 2016年（平成28年）～2018年（平成30年） |
| 2  | 阿部洋一 | 2018年（平成30年）～2020年（令和2年）  |
| 3  | 丹俊章   | 2020年（令和2年）～2022年（令和4年）   |
| 4  | 伊藤武   | 2022年（令和4年）～現職                |